# Palou (Lladurs)
|  | Aquest article tracta sobre la masia del municipi de Lladurs. Vegeu-ne altres significats a «Palou». |

Palou és una masia situada al poble de Timoneda, al municipi de Lladurs, comarca del Solsonès, documentada des de l'any 1185.